# Буттельштедт
Буттельштедт (нім. Buttelstedt) — місто в Німеччині, розташоване в землі Тюрингія. Входить до складу району Ваймарер-Ланд. Складова частина об'єднання громад Нордкрайс-Ваймар.
Площа — 18,82 км2. Населення становить Невірний параметр metadata 16 071 011 ос. (станом на 31 грудня 2021).

## Галерея

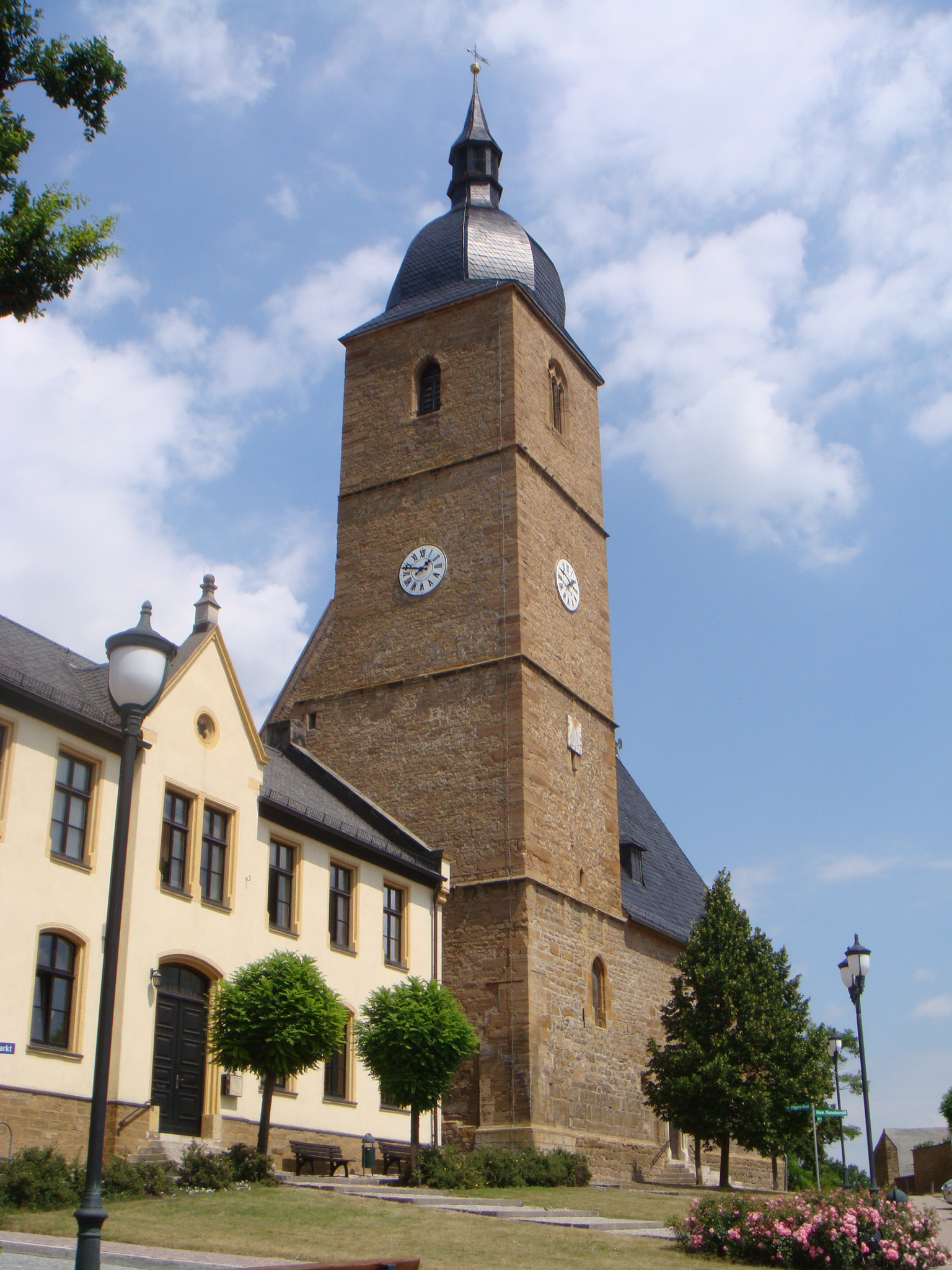
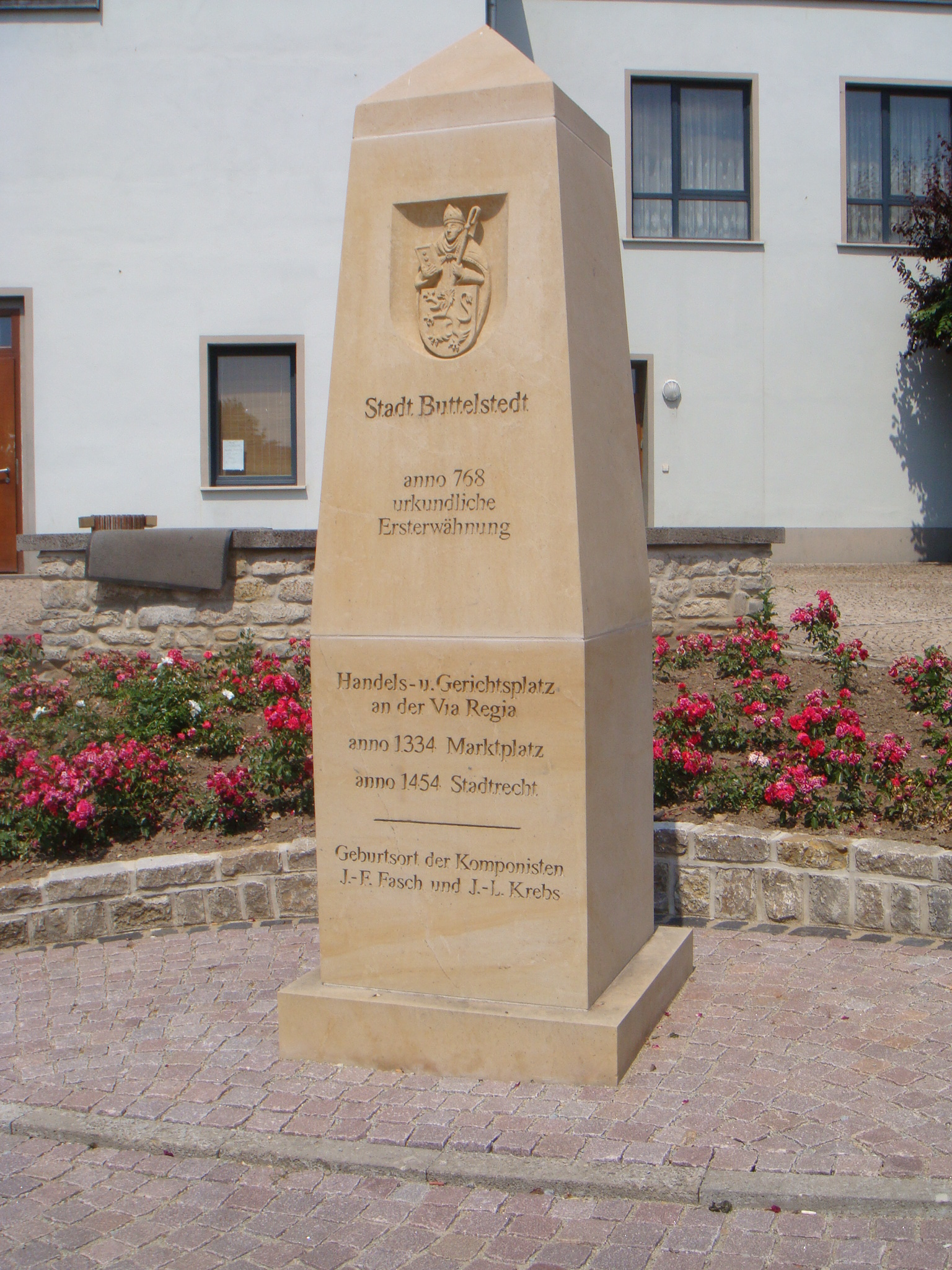
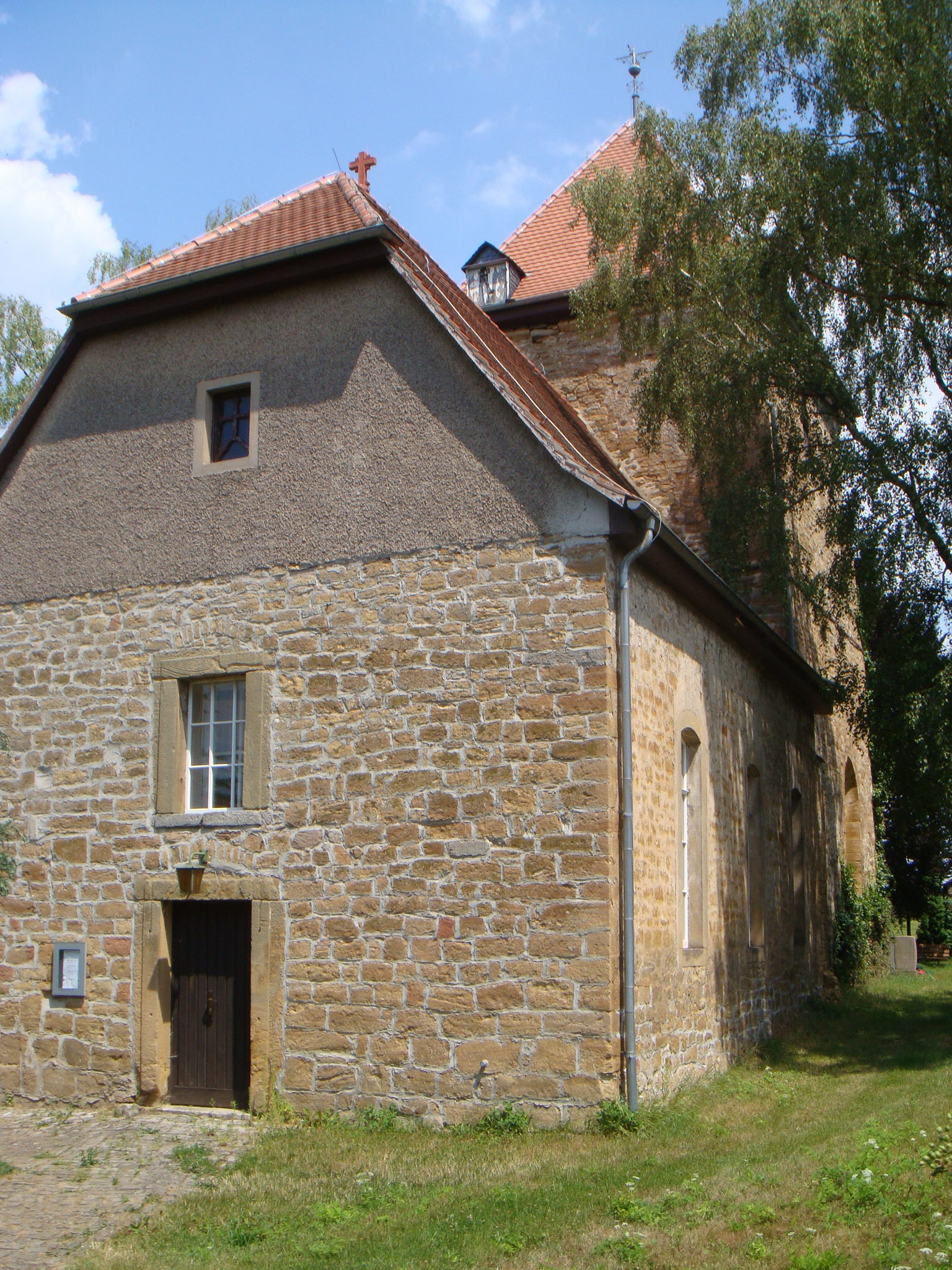